# Islandija
Islandija (islandsko Ísland) je otoška država v severnem Atlantskem oceanu, med Grenlandijo in Britanskim otočjem, severozahodno od Ferskih otokov.

## Zgodovina
Po nekaterih podatkih naj bi na tem odmaknjenem severnoatlantskem otoku prvi živeli keltski menihi. Najnovejše arheološke raziskave ruševin koče v Hafnirju na polotoku Reykjanes in ogljikovo datiranje so pokazali, da je bil kraj opuščen nekje med 770 in 880. To kaže, da je bila naseljena že pred letom 874. To arheološko odkritje lahko pomeni tudi, da so menihi zapustili Islandijo pred prihodom Vikingov.
Naseljevanje Vikingov in Keltov pa se je začelo šele v letih 870 do 874, ko je tja prispel Norvežan lngólfur Arnarson z ženo Hallveig Fróðadóttir. Vikingi so ustanovili prvo naselbino Reykjavík − Megleni oziroma Dimni zaliv. Leta 930 se je na Þingvellirju sestal Althing, prvi parlament, ki je imel zakonodajno, sodno in izvršilno oblast. Bil je prva taka inštitucija na svetu. Okoli leta 1000 je parlament tudi odločil, da bodo vsi prevzeli krščansko vero. Islandska cerkev je najprej sodila pod bremensko nadškofijo, v letih 1104−1154 pod Lund, po tem pa pod Trondheim. Po vojni je leta 1262 parlament odločil imenovati norveškega kralja Haakona IV. tudi za islandskega vladarja. Tako je Islandija izgubila svojo samostojnost, otoku pa sta izmenično vladali Norveška in Danska. Leta 1397, s Kalmarsko unijo, je Islandija padla pod Dansko, ki je odpravila samoupravo, zaradi monopola danskih trgovcev je propadlo gospodarstvo, otok je nazadoval. Leta 1537 je na otok prišla reformacija.
Tudi zaradi ekstremnih vremenskih razmer, ki so bile posledice lege otoka in odmaknjenosti od celine, so otok zaznamovale revščina, lakota, naravne katastrofe in epidemije.
Ob koncu 18. stoletja je bil odpravljen monopol danskih trgovcev in stanje gospodarstva se je začelo izboljševati. 24. januarja 1814 je bil podpisan mirovni sporazum in Islandija je ostala pod dansko oblastjo, leta 1834 pa je že imela svoje predstavnike v parlamentu. V boju za neodvisnost je pod vodstvom Jóna Sigurðssona leta 1843 obnovila svoj parlament. Z dansko ustavo je leta 1874 dobila omejeno avtonomijo. Leta 1918 so jo razglasili za suvereno kraljevino v uniji z Dansko. Maja 1940 so Islandijo zasedli Britanci, kasneje pa Američani. Na plebiscitu leta 1944 se je večina Islandcev izrekla za samostojnost. Republiko so razglasili 17. 6. 1944 na zgodovinskem Þingvellirju.
Leta 1949 je Islandija postala članica pakta NATO (v Keflavíku je bilo ustanovljeno ameriško oporišče, ki je delovalo do leta 2006), čeprav ni imela svoje vojske. Leta 1970 se je pridružila EFTI, leta 1994 se je vključila v evropski gospodarski prostor, vendar ni članica EU.

## Lega in površje
Islandija se nahaja na stičišču Severnega Atlantika in Severnega ledenega morja. Glavni otok leži v celoti južno od severnega tečajnika, ki poteka preko otoka Grímsey, ki leži ob severni obali Islandije.
Islandija je bliže celinski Evropi kot Severni Ameriki, zato je otok zaradi zgodovinskih, političnih, kulturnih in praktičnih razlogov vključen v Evropo. Najbliže leži Grenlandija (290 km), sledijo Ferski otoki (420 km), otok Jan Mayen (570 km), Shetland in Zunanji Hebridi (oba približno 740 km) in Škotska ter Orkneyjski otoki (približno 750 km). Norveška je oddaljena okoli 970 km.
Islandija je 18. največji otok na svetu in drugi največji otok v Evropi za Veliko Britanijo. Glavni otok obsega 101 826 km², celotna država pa 103 000 km². Državi pripada še trideset manjših otokov, poseljena sta Grímsey in Vestmanski otoki (Vestmannaeyjar). Jezera in ledeniki pokrivajo 14,3 % površine, samo 23 % je porasle. Največji jezeri sta Þórisvatn (naravni rezervat) z 83−88 km² in Þingvallavatn z 82 km², drugi pomembni pa še Lagarfljót in Mývatn. Najgloblje jezero je Jökulsárlón z 248 m. Površje je v glavnem položno, z nekaj ostrimi gorskimi grebeni in ledeniki. Obala se zajeda v kopno v obliki manjših in večjih fjordov.
Islandija leži na srednjeatlantskem hrbtu in je nastala zaradi razmikanja Severnoameriške in Evrazijske litosferske plošče ter s tem širjenja Atlantskega oceana v mlajšem terciarju in v kvartarju. Geološka podlaga Islandije še vedno ni stabilna, saj se plošči še vedno razmikata za približno 2 cm na leto in tako se Islandija še veča. V smeri JZ–SV poteka prek Islandije niz razpok, ob katerih so številni ognjeniški stožci in lavni tokovi. Na otoku je 250 »vročih točk« in 800 izvirov vroče vode. Približno polovico površja Islandije zavzemajo bazaltne planote, druga polovica pa je iz tefre, prhkih ognjeniških izmečkov. Obala je dolga 4998 km, oblikujejo jo večinoma fjordi (vzhodna, severna in zahodna obala) ter obsežne prodne ravnice (sandurji). Te so naplavile reke, ki tečejo izpod ledenikov. Na Islandiji je tudi pet ledenikov, ki so večinoma platojski in pokrivajo več kot enajst odstotkov (11 800 km²) površja, led pa je na nekaterih mestih debel tudi do 1000 m. Največji ledenik se imenuje Vatnajökull, ki pokriva okrog 8300 km², kar je celo več kot vsi ostali ledeniki v Evropi. Iz njega iztekajo Breiðamerkurjökull, Skeiðarárjökull, Skaftafellsjökull in Svínafellsjökull kot večji izhodni ledeniki. Tako ni čudno, da se je Islandije prijelo ime »otok ledu in ognja«. Tu leži tudi najvišji vrh Islandije, Hvannadalshnúkur (2119 m). Islandski ledeniki so (po površini):
- Vatnajökull (8300 km²),
- Langjökull (953 km²),
- Hofsjökull (925 km²),
- Mýrdalsjökull (695 km²),
- Drangajökull (199 km²),
- Eyjafjallajökull (107 km²),
- Snæfellsjökull.

Manjši ledeniki so omejeni na gorske doline. To so dolinski ali alpski ledeniki. Glavni razlog, zakaj se večina ledenikov nahaja v južnem višavju, je veliko večja količina padavin na jugu kot na severu.
Reke se iz osrednjega dela radialno raztekajo na vse strani. Imajo velik strmec in ledeniški rečni režim. Najdaljša reka je Þjórsá. Za otok so značilni tudi številni slapovi, najmogočnejši po količini pretoka je Dettifoss s 500 m³/s in je visok 44 m. Med večjimi ali zgodovinsko pomembnimi slapovi so znani še: Gullfoss, Selfoss, Svartifoss, Goðafoss in drugi.

## Geologija
Nastanek Islandije je posledica razmikanja tektonskih plošč. Nastala je na grebenu: na severu pred približno 150 milijoni let in pred 90 milijoni let na jugu. Je ena od tako imenovanih »vročih točk« na Zemlji. Podobnega nastanka so v Atlantskem oceanu na primer Azori, Madeira in drugi. V ledeni dobi je bil otok debelo prekrit z ledom, ledeniki pa so v pleistocenu Islandijo obrusili in površje znižali za 100−500 m. V geološkem smislu jo lahko razdelimo na tri dele, ki temeljijo na starosti bazaltnih kamnin. Na severozahodnem kvadrantu otoka so terciarni bazalti, kjer so tokovi lave debeli do 3000 m. Osrednji, jugozahodni in vzhodni deli otoka predstavljajo kvartarne kamnine. Za te lavne tokove so značilne razpoke, široke tudi do 30 m, ki so nastale v zadnjih 3000−5000 letih.
Na Islandiji se nahaja več kot 100 vulkanov, med katerimi jih je več kot 25 bruhalo v novejši zgodovini; med najopaznejšimi so Hekla, Eldgjá, Askja, Grímsvötn, Krafla, Katla in drugi. Izbruhi se pojavljajo približno vsakih 5−10 let in so sestavljeni večinoma iz bazaltne lave in tefre, Heklini pa iz silicijeve magme. Med letoma 1900 in 1998 je izbruhnilo enajst vulkanov .
Podmorski vulkanski izbruhi se tudi v današnjem času pojavljajo predvsem ob južnih obalah Islandije − Vestmansko otočje je tako nastalo pred 5000 leti, otok Surtsey pa leta 1963. Surtsey, eden najmlajših otokov na svetu, je nastal v nizu vulkanskih izbruhov med 8. novembrom 1963 in 5. junijem leta 1968. Obisk je dovoljen le znanstvenikom, ki raziskujejo rast novega življenja na njem.
Ker je bila Islandija v zadnji ledeni dobi pokrita z ledom, so bili vsi izbruhi subglacialni. Taki vulkanski izbruhi povzročajo obilne poplave, ki jih imenujejo jökulhlaup. Največji izbruh bazaltne lave v zgodovini (12 kubičnih km) je bil leta 1783 izbruh vulkana Laki. Zadnji izbruhi so bili med letoma 1974−1984 iz vulkana Krafla, manjši izbruh vulkana Hekla v letu 1991 in ponovno 26. februarja 2000 ter trije izbruhi na Grímsvötnu v letih 1996, 1998 in 2004, v novejšem času pa sta najbolj odmevala izbruha ognjenika pod ledenikom Eyjafjallajökull leta 2010 in ognjenika Bárðarbunga leta 2014.
Vulkanska aktivnost je bila močna tudi v ledeni dobi, ko je otok prekrival debel ledeni pokrov. Izbruhi lave so se razlivali pod tem pokrovom, zato imajo islandske gore pogosto sploščen, mizasto uravnan vršni del – najbolj tipičen primer je gora sredi otoka – 1682 m visoka »kraljica islandske pustinje«, Herðubreið.

### Vpliv vulkanizma
Na pomembnost ognjenikov kaže dejstvo, da je od naselitve prišlo do okrog 150 vulkanskih izbruhov. Vulkanizem povzroča tudi širitev Islandije, saj so najmlajši deli mlajši od 700 tisoč let.
Posledica vulkanizma so pojavi, kot so gejzirji in polja brbotajočega blata. Gejzirje srečamo tudi drugod po svetu, ime pa so dobili prav po gejzirju, ki leži na jugovzhodu Islandije v dolini Haukadalur in se tako tudi imenuje − Geysir. Ta že nekaj let miruje, zato pa v bližini bruha gejzir, imenovan Strokkur. Curek vroče vode se pojavi na 5 do 8 minut in brizgne do 40 m visoko.
Vulkanizem Islandije danes predstavlja tretjino svetovne vulkanske aktivnosti glede na količino izbruhane lave.

### Postvulkanski pojavi
Ob vulkanskih se pojavljajo številni postvulkanski pojavi, kot so:
- fumarole, solfatare, mofete, parni dimniki, blatni lonci (vrelo modrikasto blato, zmes vodne pare in vulkanskega pepela). Te pojave je mogoče nazorno opazovati pri kraju Námafjall, v bližini jezera Mývatn, saj gre za področje, ki leži neposredno na vroči prelomni točki nad Atlantskim hrbtom;
- vulkanske bombe, lapili, plovec, obsidian (vulkansko steklo), riolit (svetla, kisla magma) na jugovzhodu otoka;
- vrvasto spletene kite redko tekoče in brez primesi plinov ohlajene bazaltne lave (pahoehoe) na področju Almannagje in Krýsuvíka;
- blazinasta lava, na hitro ohlajena, ob podvodnem ali podledeniškem izbruhu, v obliki gomoljev;
- psevdokraterji na območju jezera Mývatn – nastali so, ko je tok lave rinil v jezero, se na hitro ohlajal, ob uparjeni vodi eksplodiral in nato padal nazaj v jezero, pri čemer so nastale številne stožčaste tvorbe, visoke do nekaj 10 m;
- gejzirji v pokrajini z istim imenom Geysir. Veliki Geysir, ki je bruhal 55 m visoko, že 50 let ne bruha več ali bruha zelo poredko; deluje še gejzir Strokkur, ki vsakih 8 minut brizgne 20 m visoko, občasno tudi nad 40 metrov.

### Vulkanska jezera
- Dvojno jezero (vroča žveplasta voda) v kalderi Viti pod goro Krafla, jezero Öskjuvatn v kalderi Askja (z 220 m najgloblje na Islandiji), jezerce Viti v Askji (vroča, žveplasta voda), dve jezeri pri Krýsuvíku, modro jezero v eksplozijskem kraterju Kerið, ki je nastal pred 3000 leti.
- Jezero Mývatn, veliko 37 km², globoko povprečno le 2,5 m, na njem pa je 50 otočkov (psevdokraterji). Jezero leži v kotanji, ki jo je preoblikovala poledenitev in nato vulkanski izbruhi, neposredno na Srednjeatlantskem hrbtu. Mývatn je eno najprivlačnejših območij Islandije, z bolj milo in bolj sušno klimo. Domači turisti k jezeru prihajajo na poletni dopust.
- S 84 km² je jezero Þingvallavatn največje jezero na Islandiji. Tudi to jezero leži na Srednjeatlantskem hrbtu, tik ob znameniti tektonski prelomnici Almannagjá, ob kateri se razmikata Evrazijska in Severnoameriška tektonska plošča. Območje je zaščiteno kot narodni park Þingvellir.

### Geotermalna energija
Na otoku je 250 »vročih točk« in 800 izvirov vroče vode.
Na Islandiji so tri velike geotermalne elektrarne (Krafla, Nesjavellir, Svartsengi), ki proizvajajo okoli 17% (2004) električne energije v državi. Največja, Nesjavellir, stoji na severovzhodni strani vulkana Hengill. Na sekundo pridobi 840 litrov vode s temperaturo 83 °C. Voda potuje po 16,78 km dolgem cevovodu. Elektrarna Krafla, ki se nahaja na severovzhodnem koncu Islandije v bližini jezera Mývatn in vulkana Krafla, daje 60 MW električne energije, s širitvijo pa bo dosegla 90 MW. Vrtine črpajo vročo vodo izpod površja zemlje, ki se na površju uporabi za pridobivanje električne energije. Geotermalne elektrarne sicer ne proizvedejo veliko elektrike, vendar predstavljajo eno najbolj sonaravnih oblik izkoriščanja energije.
Z geotermalno vodo ogrevajo 40 000 prebivalcev Reykjavíka in okolice. Tudi sicer se geotermalna energija rabi za ogrevanje za okoli 87 % stanovanj po državi. Ogrevajo se tudi nekateri pločniki v Reykjavíku in Akureyriju ter cesta proti Keflavíku. Toplo vodo uporabljajo tudi za ogrevanje rastlinjakov, kjer pridelajo večino zelenjave in sadja (okolica Reykjavíka, Hveragerði) in za turistična kopališča (Blue lagoon), kot tudi za številne bazene za kopanje, ki so v vsaki vasi na Islandiji.
- Topografska karta Islandije
- Suðureyri
- Neskaupstaður
- Viðey z Esjan v ozadju
- Izbruh vulkana Eyjafjallajökull
- Ledene gore v laguni Jökulsárlón pod ledenikom Vätnajökull

## Podnebje
Islandsko podnebje je milo oceansko in ima sveža poletja ter mile zime. Na jugozahodu pade letno od 800 do 2000 mm padavin, na S pa od 400 do 700 mm. Značilne so hitre vremenske spremembe in viharni jugozahodni vetrovi, ki lahko povzročijo sneženje v notranjosti tudi poleti. Islandija leži v mejnem območju hladnih arktičnih zračnih gmot in zmerno toplih zračnih tokov. Zalivski tok obkroža Islandijo v smeri urinega kazalca in ima zelo velik vpliv na podnebje, saj bi bil otok brez njega komaj naseljiv.
- Reykjavík: srednja mesečna temperatura: januar -3 °C, julij 11,4 °C; povprečno 1082 mm padavin
- Akureyri: srednja mesečna temperatura: januar –1,6 °C, julij 10,2 °C; povprečno 457 mm padavin

### Letni časi

#### Zima
Zima na Islandiji je relativno mila glede na lego Islandije. Topel Zalivski tok pozimi prinaša nad Islandijo relativno topel in vlažen zrak. Južni nižinski deli Islandije imajo povprečno temperaturo januarja okoli 0 °C, medtem ko imajo visokogorski deli Islandije povprečno januarsko temperaturo okoli −10 °C. Najnižje temperature se pozimi spustijo do okoli −25 ali −30 °C na severnem delu Islandije. Najnižja zabeležena temperatura na Islandiji je −39,7 °C.

#### Poletje
Poletja na Islandiji so relativno hladna in vlažna. Najtoplejši mesec na Islandiji je julij. Južni nižinski deli ter zahodni deli Islandije imajo povprečno julijsko temperaturo okoli 10 °C. Najtoplejši poletni dnevi na Islandiji lahko dosežejo temperature do okoli 20 °C ali celo 25 °C. Najvišja izmerjena temperatura na Islandiji je 30,5 °C.

## Tla, rastje in živalstvo
Večji del Islandije je prekrit z ledeniki in staro lavo, ki je bodisi neporaščena ali prekrita z različnimi mahovi, tudi zelo debelimi. Preostalo površje je kamnito, deloma prekrito z gruščem, drugod pa so plitva tla z mnogo kamenja. Le obalni pas je, zaradi mile klime in rodovitne prsti, pokrit predvsem s travami, brusnicami in drugim jagodičevjem. Pred poselitvijo so brezovi gozdovi (Betula pubescens) pokrivali 20 % površja, vendar so ljudje s krčenjem in pašo gozdove skrčili na sedanji 1 %. Danes najdemo poleg severne breze še trepetliko (Populus tremula), jerebiko (Sorbus aucuparia), navadni brin (Juniperus communis) in druga manjša drevesa, predvsem vrbe. Večino ostale površine pokriva tundra z lišaji, skromno travo in nizkim grmičevjem. Načrtno sajenje novih gozdov je povečalo število dreves, vendar pa se ne more primerjati s prvotnimi gozdovi. Nekateri od zasajenih gozdov so tujerodne vrste. Najvišje drevo na Islandiji je smreka (Picea sitchensis), posajena leta 1949, v Kirkjubæjarklausturju, ki je bila izmerjena v letu 2013 in meri 25,2 metrov v višino.
Prostoživeče živali na Islandiji so številne ptice in morski sesalci, edini kopenski sesalec, preden je prišel na otok človek, je bila polarna lisica, ki je prišla v času poledenitve po kopnem. Obalne vode so bogate s planktonom in posledično tudi z veliko vrstami rib. Ptic je preko 350 vrst, vendar so nekatere tukaj le občasno pri preletu na druga območja. Stalno živi na otoku 73 vrst ptic, najštevilčnejša je populacija njork (Atlantic Puffin − Fratercula arctica), ki jo ocenjujejo na 3 milijone parov. Nekatere druge so še: arktične lastovke, ki gnezdijo kar v travi ob cesti, čigre, lumne, galebi, ledni viharniki, labodi, divje gosi, povsod po Islandiji pa živijo veliki črni krokarji, ki tudi v islandskih sagah označujejo temačnost.
Med morskimi živalmi so, poleg več vrst rib, številne vrste kitov in tjulnjev.
Človek je na otok pripeljal konja, ovco, miši, severne jelene in ameriške kune. Islandskih konj je danes na otoku 100 000 in so strogo zaščiteni. Vsi se prosto pasejo. Poznan je tudi islandski pastirski pes.

## Prebivalstvo
Islandija je razdeljena na regije, volilne okraje in občine. Imajo osem regij, ki se uporabljajo predvsem za statistične namene. Do leta 2003 so bili volilni okraji za parlamentarne volitve enaki regijam, s spremembo ustave pa so jih spremenili v sedanjih šest volilnih enot:
- Reykjavík Sever in Reykjavík Jug (mestne regije);
- Jugozahod (štiri nezaokrožena primestna območja okoli Reykjavíka);
- Severozahod in severovzhod (severna polovica Islandije, po delih) in
- Jug (južna polovica Islandije, razen Reykjavíka in predmestij).

Neravnovesje med okrožji se je z novim sistemom zmanjšalo, vendar še vedno obstajajo razlike v razvoju.
- Regije Islandije
- Volilni okraji
- Občine Islandije

Prvi naseljenci so prišli z Norveške okrog leta 870, leta 900 pa jih je bilo že med 30 in 40 tisoč. Ta številka je bila nato do konca 19. stoletja zaradi političnih dejavnikov konstantna. Takrat je število prebivalstva zaradi ribištva začelo naraščati.
- Rodnost leta 2016:	13,8‰
- Smrtnost leta 2016:	6,3‰
- Stopnja rasti prebivalstva 2016:	1,17%
- Pričakovana življenjska doba leta 2016:	M: 80,9 let Ž: 85,3 let
- Mlajši od 15 let leta 2016:	20,4%
- Starejši od 64 let leta 2016:	14,1%
- Mestno prebivalstvo leta 2015:	94,1%[9]

Po narodni pripadnosti je prebivalstvo Islandije zelo homogeno, saj na njej živi 91 % Islandcev, medtem ko daleč največjo manjšinsko skupnost (4,1 %) predstavljajo poljski priseljenci. Po verski sestavi je 58,6 % evangeličanov (uradna državna cerkev), 7,1 % drugih protestantov in le 3,8 % katoličanov, 26,6 % pa je neopredeljenih ali ateistov. Poseljenih je 20 % otoka, največ prebivalcev pa živi v glavnem mestu in okolici (198 000 leta 2009) od 313 183 (julij 2012). Je najredkeje naseljena evropska država, saj ima gostoto le 2,7 prebivalca na km², 93% jih živi v nekaj večjih naseljih.

## Gospodarstvo
Islandija nima rudnega bogastva in ne ugodnih možnosti za razvoj kmetijstva in industrije. Glavna panoga otoškega gospodarstva je ribištvo in industrija, povezana z njim. Največji problemi so majhen domači trg, pomanjkanje surovin in odmaknjenost od drugih držav. Zaradi velike odvisnosti od ribištva se poskušajo preusmeriti v druge panoge.
Ima skandinavski tip socialno-tržnega gospodarstva, ki se povezuje s kapitalistično strukturo tržnih načel, vendar z dobrim sistemom varstva. Pred krizo leta 2008 je Islandija dosegala visoko rast, nizko nezaposlenost in izredno enakomerno razporeditev dohodka.
Islandija ima samo 7000 ha njiv, kar predstavlja le 0,1 % vse površine. Tu pridelujejo predvsem repo in krompir ter silažno krmo. 22,7 % površja (2,27 milijona ha) predstavljajo travniki in pašniki, na katerih gojijo govedo, ovce in konje, prevladuje pa reja za pridelavo mleka. V rastlinjakih gojijo povrtnino, cvetje in celo banane, ogrevajo pa jih z vodo iz termalnih vrelcev. Država spodbuja kmetijstvo, saj je to eden redkih načinov, ki omogoča poselitev podeželja.
Ribištvo predstavlja kar 40 % prihodkov vsega izvoza in ustvarja 12 % BDP ter je tako največji vzrok za visok življenjski standard. Na leto nalovijo 1,62 milijonov ton rib. Večino svežih rib izvozijo v Veliko Britanijo in Nemčijo. Da ne bi preveč razredčili populacije rib, so leta 1975 razširili ozemeljske vode na 200 morskih milj. Nihanja v ulovu poskušajo omiliti z gojenjem v ribogojnicah.
Večina industrije se ukvarja s predelavo rib. Največ te industrije je ob glavnem mestu na jugozahodu države. Ribe predelujejo v ribjo moko, ribje olje, delajo pa tudi ribje konzerve. Odvisnost od rib poskušajo omiliti s postavljanjem energijsko intenzivne industrije. Proizvajajo umetna gnojila, postavili so tudi tovarne za predelavo aluminija in ferosilicija. Država spodbuja tudi razvoj računalniških podjetij, živilske in oblačilne industrije. Večino energije za industrijo pridobivajo s hidroelektrarnami, nekaj pa tudi z geotermalnimi elektrarnami.
V poletnem času pomemben dohodek državi prinaša turizem, saj jo, čeprav je Islandija najdražja evropska država, vsako leto obišče okoli 2.000.000 tujih turistov. Ljudje prihajajo gledat predvsem naravo (gejzirje, slapove, ki jih na Islandiji ni malo, in vulkanske pojave), hodijo pa tudi na opazovanje ptic in morskih živali.
Islandija ima prosto tržno gospodarstvo z razmeroma nizkimi davki v primerjavi z drugimi državami OECD, ohranja sistem nordijske blaginje, ki zagotavlja univerzalno zdravstveno varstvo in izobraževanje za svoje državljane. Leta 2016 je bila postavljena kot 9. najbolj razvita država na svetu po indeksu človekovega razvoja Združenih narodov. Islandija je visoko gospodarsko in politično stabilna, čeprav je še vedno v procesu okrevanja po krizi.

## Islandska kulinarika
Na islandsko kulinariko je v preteklosti velik vpliv imela danska kulinarika. Danska je namreč vladala Islandiji vse od srednjega veka. Večina islandskih tradicionalnih jedi danes tako izhaja iz danske kulinarike.

### Islandske tradicionalne jedi

#### Skyr
Skyr je islandski tradicionalni mehki sir, ki je po svoji teksturi podoben jogurtu, vendar se od njega razlikuje. Podjetja, ki izdelujejo skyr na Islandiji, so poleg navadnega okusa v prodajo uvrstile tudi skyr z okusom jagod, borovnic, buč, hruške …

#### Hákarl
Hákarl je gotova jed, ki je pripravljena iz mesa morskega psa. Meso je tipičnega okusa, ki ga pridobi skozi proces fermentacije. Meso morskega psa namreč obesijo na zraku in ga sušijo do pet mesecev. V tem času meso pridobi tipičen okus po amonijaku.

#### Svið
Svið je sestavljen iz polovice kuhane ovčje glave (pred kuhanjem se odstrani možgane in dlako) ter krompirja in repe.

#### Hangikjöt
Hangikjöt je tradicionalna hrana za božične praznike. Sestavljajo ga prekajeno meso jagnjetine, krompir, omaka bešamel in grah.

## Promet
Islandija ima 6 urejenih letališč, od tega eno s stezo, dolgo več kot 3047 m, tri s stezo, dolgo med 1524 do 2437 m in dve s stezo, dolgo 914 in 1523 m (podatki 2012). Mednarodni letališči sta v Keflavíku in Akureyriju. Obstajajo še 103 registrirana letališča oziroma vzletišča, večina od njih je tlakovana in se nahajajo na podeželju.
Ima 13 034 km cest, od tega asfaltiranih 4617 km (brez mestnih) in 8338 km makadamskih. Najpomembnejša je krožna cesta št. 1 okoli otoka. Islandija nima železnice. Cesta št. 1 ali krožna cesta (islandsko: Þjóðvegur 1 ali Hringvegur) je bila dokončana leta 1974 in je glavna cesta, ki vodi okoli Islandije in povezuje vse naseljene dele otoka. Ta asfaltna cesta je dolga 1337 km in je dvopasovna, razen ob večjih mestih in v predoru Hvalfjarðargöng (cestnina), kjer ima več stez. Mnogi mostovi, zlasti na severu in vzhodu, imajo samo en vozni pas in so leseni ali jekleni.
Ima dve večji pristanišči, to sta Reykjavík in Hafnarfjörður, srednje veliko Grundartangi (transport aluminija), trajektno pristanišče Seyðisfjörður ter veliko manjših pristanišč.

## Naravne in kulturne znamenitosti
Islandija ima tri narodne parke: Vatnajökull, Snæfellsjökull in Þingvellir.
Eldgjá (Ognjena soteska) − 30 km dolga vulkanska razpoka, nastala 935 pr. n. št. Najlepši del je 5 km dolga, 500 m široka ter do 250 m globoka soteska z reko Nyrðri-Ófæra z dvojnim slapom.
Gullfoss (Zlati slap) − 32 m visok slap na reki Hvítá.
Haukadalur − območje gejzirjev na jugozahodu otoka; najznamenitejša sta Geysir, ki je neredno bruhal vodo do višine 40 m in že nekaj časa miruje, ter Strokkur, ki brizga na približno 5 minut do 20 m visoko.
Jökulsárgljúfur − narodni park na severovzhodu otoka, velik 120 km², s 25 km dolgo sotesko, vrezano v bazalt, s slapovoma Selfoss in Dettifoss ter zanimivimi oblikami lave.
Mývatn − jezero sredi pokrajine, polne tektonskih razpok, vulkanskih stožcev in jam z vročo termalno vodo ter krater Hverfjall (širok 1000 m in globok 140 m).
Reykjavík − glavno in največje mesto z jezerom Tjörnin, parlamentom (1880), katedralo (1796) in drugimi javnimi objekti, muzejem in galerijo.
Skaftafell − narodni park ob boku ledenika Vatnajökull s slapom Svartifoss, ki pada prek bazaltnih sten.
Þingvellir − narodni park − vulkanska pokrajina na obali jezera je nastala na stiku tektonskih plošč; zgodovinski kraj Almannagjá, kjer je zasedal prvi parlament in je del svetovne dediščine UNESCA.
Vestmanski otoki (Vestmannaeyjar) − skupina 15 manjših otokov, kjer je ognjenik leta 1973 z lavo prekril vas in pristanišče; so gnezdišče mnogih ptic.
Skálholt − zgodovinsko med najpomembnejšimi lokacijami na Islandiji, leži ob reki Hvítá, ter je bila od leta 1056 do 1785 sedež škofije in prva uradna šola.

## Unescova dediščina
- Narodni park Þingvellir − 2004
- Vulkanski otok Surtsey − 2008

## Zanimivosti
- Ime otoka je prevzeto iz islandske besede Ísland, ki je zložena iz besed ís v pomenu led in land v pomenu dežela. Otok je tako že okoli leta 870 poimenoval vikinški vodja Flóki Vilgerdsson, ko mu je ob poskusu naselitve na otoku zaradi hude zime poginila vsa živina.[14]
- Na Islandiji ne prestavljajo ur za poletni/zimski čas.
- Na Islandiji riganje v družbi ne velja za nekulturno.